# Tangasgo
Tangasgo est une localité située dans le département de Kaya de la province du Sanmatenga dans la région Centre-Nord au Burkina Faso.

## Géographie
Tangasgo est située à 7 km au nord du centre de Kaya, la principale ville de la région. Le village est à 2,5 km à l'ouest de la route départementale 18 reliant Kaya à Barsalogho et à 5 km au nord de la route nationale 3 reliant à Kaya à Pissila puis Tougouri.

## Éducation et santé
Tangasgo accueille un centre de santé et de promotion sociale (CSPS) – proposant de manière pilote des consultations obstétriques post-partum – tandis que le centre hospitalier régional (CHR) se trouve à Kaya.
Le village possède une école primaire publique et un centre de formation pour les femmes.